# Rotalier
Rotalier ist eine französische Gemeinde im Département Jura in der Region Bourgogne-Franche-Comté. Sie gehört zum Arrondissement Lons-le-Saunier und zum Kanton Saint-Amour. 
Sie grenzt an Val-Sonnette im Nordwesten und Norden, an Grusse im Nordosten, an La Chailleuse im Osten, an Augisey im Südosten, an Rosay im Süden, und an Orbagna im Südwesten. 

## Geschichte
Als sich Frankreich im Zweiten Weltkrieg unter deutscher Besatzung befand, wurde Raymond Pageault aus Rotalier Mitglied der Résistance-Gruppe um Marius Rodot und Raoul Perrodin in Beaufort.

## Bevölkerungsentwicklung
| Jahr                       | 1962 | 1968 | 1975 | 1982 | 1990 | 1999 | 2008 | 2017 |
| Einwohner                  | 191  | 157  | 167  | 166  | 181  | 163  | 169  | 161  |
| Quellen: Cassini und INSEE |      |      |      |      |      |      |      |      |

|  |  |